# Louise Archambault
Pour les articles homonymes, voir Archambault (homonymie).
Louise Archambault née le 1er janvier 1970 à Montréal au Canada, est une réalisatrice, scénariste, cinéaste et productrice de cinéma québécoise.

## Biographie
Louise Archambault est née le 1er janvier 1970 à Montréal, Québec, Canada.

## Carrière
Après avoir obtenu sa maîtrise en beaux-arts de l’Université Concordia en 1999, Archambault réalise son premier court-métrage Atomic Saké. Dans ce drame en noir et blanc, il s’agit de trois amies qui ont décidé d’arrêter de mentir et de partager pendant un repas ce qu’elles ont dans leurs têtes. Le film reçoit des critiques positives au Festival international du film de Toronto, est projeté dans le cadre de dizaines d’autres festivals internationaux et gagne le prix Jutra (Claude Justra Award) du Meilleur court-métrage en 2000. Louise Archambault réalise son deuxième court-métrage Mensonges en 2004. En même temps, elle travaille sur la production de son premier long-métrage Familia qui apparaît sur les écrans en 2005. Le film raconte l'histoire de Michèle, une femme de 30 ans endettée dans l'industrie du jeu de pari. Ce long-métrage est filmé par son mari, le réalisateur André Turpin,.

## Vie privée
Louise Archambault est mariée au directeur de la photographie, réalisateur et scénariste québécois André Turpin.

## Filmographie
Courts-métrages
- 1999 : Atomic Saké
- 2010 : Lock
- 2012 : Petite mort

Longs-métrages
- 2005 : Familia
- 2013 : Gabrielle
- 2017 : Hope
- 2019 : Il pleuvait des oiseaux
- 2019 : Merci pour tout
- La promesse d'Irena (Irena's Vow)
- 2023 : Le Temps d'un été[3]

Séries télévisées

## Récompenses et distinctions

### Récompenses
- Prix Génie 2007 : Meilleur premier film (Familia)
- Festival international du film de Locarno 2013 : Prix du public[4] (Gabrielle)
- Festival du film francophone d'Angoulême 2013 : Valois Magelis [5](Gabrielle)
- Festival international du film francophone de Namur 2013 : Prix du public long métrage fiction de la ville de Namur [6](Gabrielle)